# Tricot (Oise)
Pour les articles homonymes, voir Tricot (homonymie).
Tricot est une commune française située dans le département de l'Oise, en région Hauts-de-France.
Ses habitants sont appelés les Tricotois.

## Géographie

### Localisation

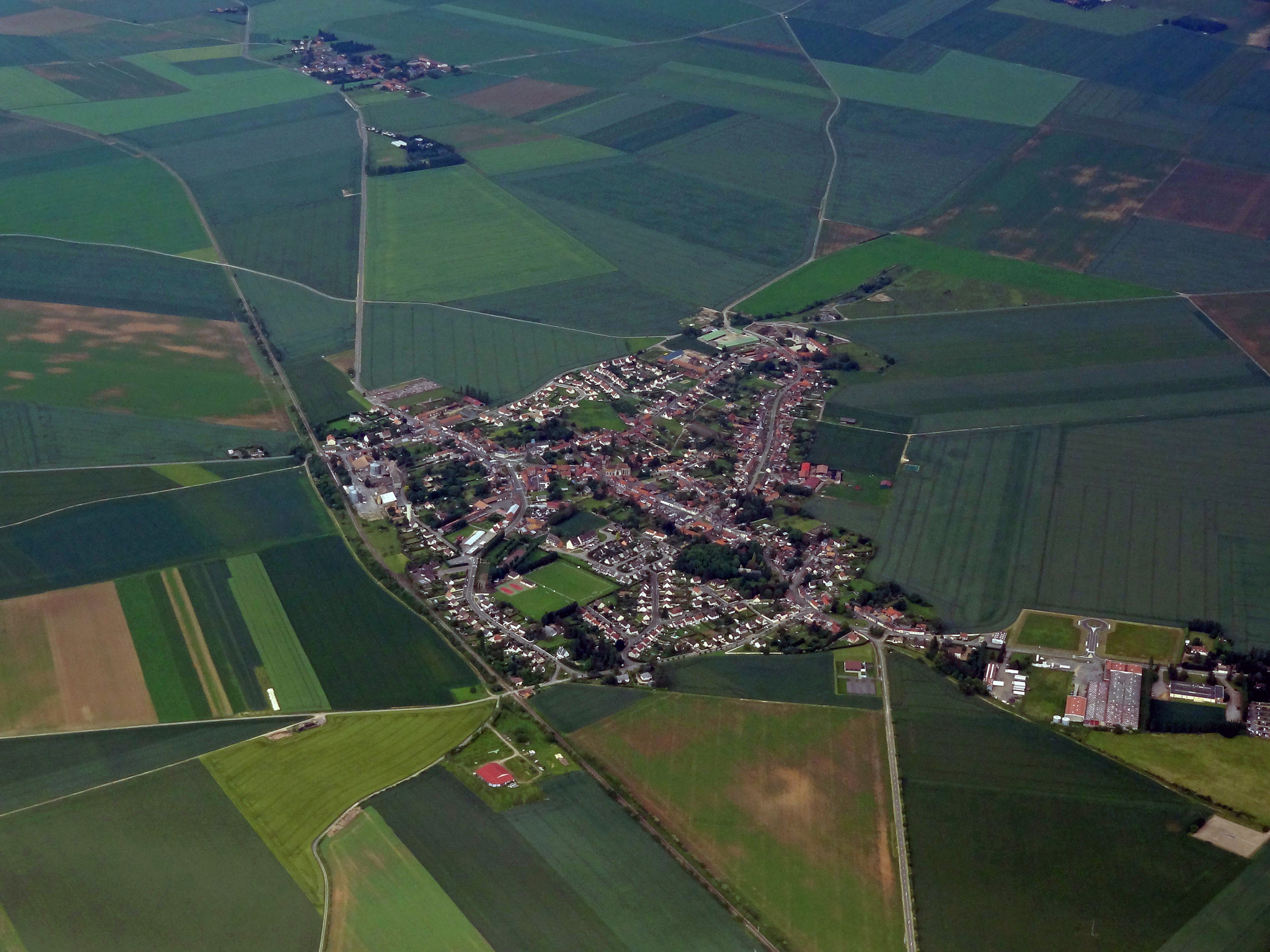
Vue aérienne de Tricot.

Tricot est située sur le plateau picard à 5 km de Maignelay-Montigny, 10 km de Montdidier, 12 km de Ressons-sur-Matz et à 13 km de Saint-Just-en-Chaussée.

### Communes limitrophes
| Godenvillers       | Le Ployron | Le Frestoy-Vaux      |
| Maignelay-Montigny | Tricot     | Courcelles-Epayelles |
| Coivrel            | Montgérain | Méry-la-Bataille     |

### Hydrographie
La commune est traversée par la ligne de partage des eaux entre les bassins hydrographiques Artois-Picardie et Seine-Normandie. Elle n'est drainée par aucun cours d'eau.

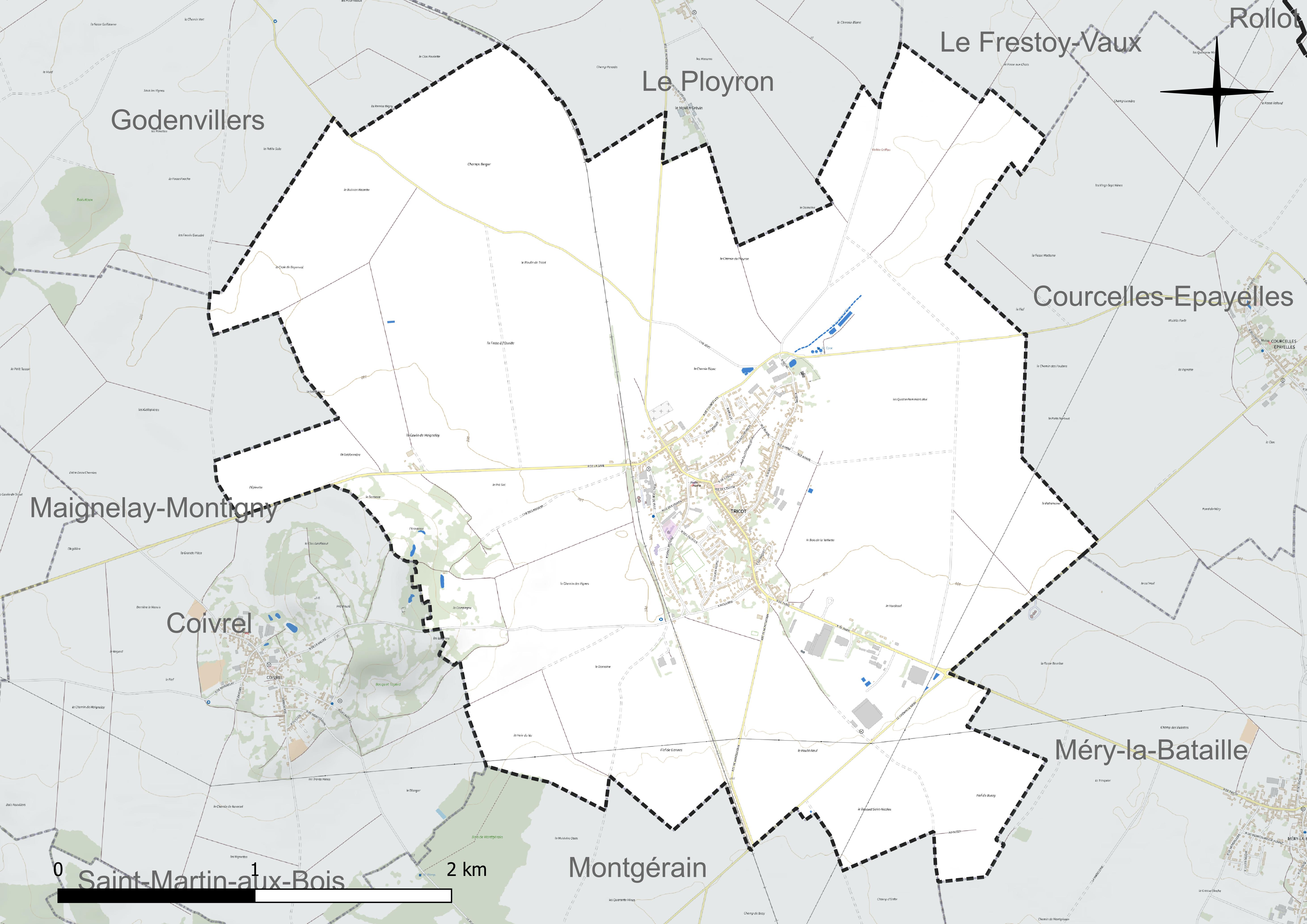
Réseau hydrographique de Tricot.

### Climat
Pour des articles plus généraux, voir Climat des Hauts-de-France et Climat de l'Oise.
En 2010, le climat de la commune est de type climat océanique dégradé des plaines du Centre et du Nord, selon une étude du CNRS s'appuyant sur une série de données couvrant la période 1971-2000. En 2020, Météo-France publie une typologie des climats de la France métropolitaine dans laquelle la commune est exposée à un climat océanique et est dans la région climatique  Nord-est du bassin Parisien, caractérisée par un ensoleillement médiocre, une pluviométrie moyenne régulièrement répartie au cours de l'année et un hiver froid (3 °C).
Pour la période 1971-2000, la température annuelle moyenne est de 10,3 °C, avec une amplitude thermique annuelle de 14,4 °C. Le cumul annuel moyen de précipitations est de 677 mm, avec 11 jours de précipitations en janvier et 7,9 jours en juillet. Pour la période 1991-2020, la température moyenne annuelle observée sur la station météorologique la plus proche, située sur la commune de Godenvillers à 4 km à vol d'oiseau, est de 11,1 °C et le cumul annuel moyen de précipitations est de 701,9 mm,. Pour l'avenir, les paramètres climatiques de la commune estimés pour 2050 selon différents scénarios d'émission de gaz à effet de serre sont consultables sur un site dédié publié par Météo-France en novembre 2022.
| Mois                                  | jan.             | fév.             | mars           | avril         | mai           | juin            | jui.           | août          | sep.          | oct.        | nov.            | déc.           | année      |
| ------------------------------------- | ---------------- | ---------------- | -------------- | ------------- | ------------- | --------------- | -------------- | ------------- | ------------- | ----------- | --------------- | -------------- | ---------- |
| Température minimale moyenne (°C)     | 1,1              | 1                | 2,6            | 4,3           | 7,7           | 10,6            | 12,5           | 12,4          | 9,8           | 7,3         | 4               | 1,7            | 6,3        |
| Température moyenne (°C)              | 3,9              | 4,5              | 7,4            | 10,2          | 13,7          | 16,8            | 19             | 18,9          | 15,6          | 11,7        | 7,3             | 4,4            | 11,1       |
| Température maximale moyenne (°C)     | 6,6              | 8                | 12,2           | 16,2          | 19,8          | 22,9            | 25,4           | 25,5          | 21,5          | 16,1        | 10,5            | 7              | 16         |
| Record de froid (°C) date du record   | −21,5 17.01.1985 | −13,1 18.02.1969 | −11 08.03.1971 | −4,5 07.04.13 | −2 03.05.1967 | −0,5 01.06.1975 | 3,3 05.07.1964 | 2 28.08.1974  | −2 25.09.1972 | −5 29.10.03 | −9,5 23.11.1998 | −15 31.12.1970 | −21,5 1985 |
| Record de chaleur (°C) date du record | 15,1 09.01.15    | 19,9 27.02.19    | 26,5 31.03.21  | 29 20.04.18   | 32 28.05.17   | 37,6 27.06.11   | 43 25.07.19    | 40,4 06.08.03 | 36,5 15.09.20 | 30 01.10.11 | 21,4 01.11.14   | 16,5 17.12.15  | 43 2019    |
| Précipitations (mm)                   | 59               | 49,5             | 49,3           | 45,9          | 61,3          | 59,9            | 60,5           | 64            | 50,2          | 63,2        | 60,4            | 78,7           | 701,9      |

## Urbanisme

### Typologie
Au 1er janvier 2024, Tricot est catégorisée bourg rural, selon la nouvelle grille communale de densité à sept niveaux définie par l'Insee en 2022.
Elle est située hors unité urbaine et hors attraction des villes,.

### Occupation des sols
L'occupation des sols de la commune, telle qu'elle ressort de la base de données européenne d'occupation biophysique des sols Corine Land Cover (CLC), est marquée par l'importance des territoires agricoles (90,5 % en 2018), en diminution par rapport à 1990 (91,8 %). La répartition détaillée en 2018 est la suivante : 
terres arables (87,7 %), zones urbanisées (9,5 %), zones agricoles hétérogènes (2,8 %). L'évolution de l'occupation des sols de la commune et de ses infrastructures peut être observée sur les différentes représentations cartographiques du territoire : la carte de Cassini (XVIIIe siècle), la carte d'état-major (1820-1866) et les cartes ou photos aériennes de l'IGN pour la période actuelle (1950 à aujourd'hui).

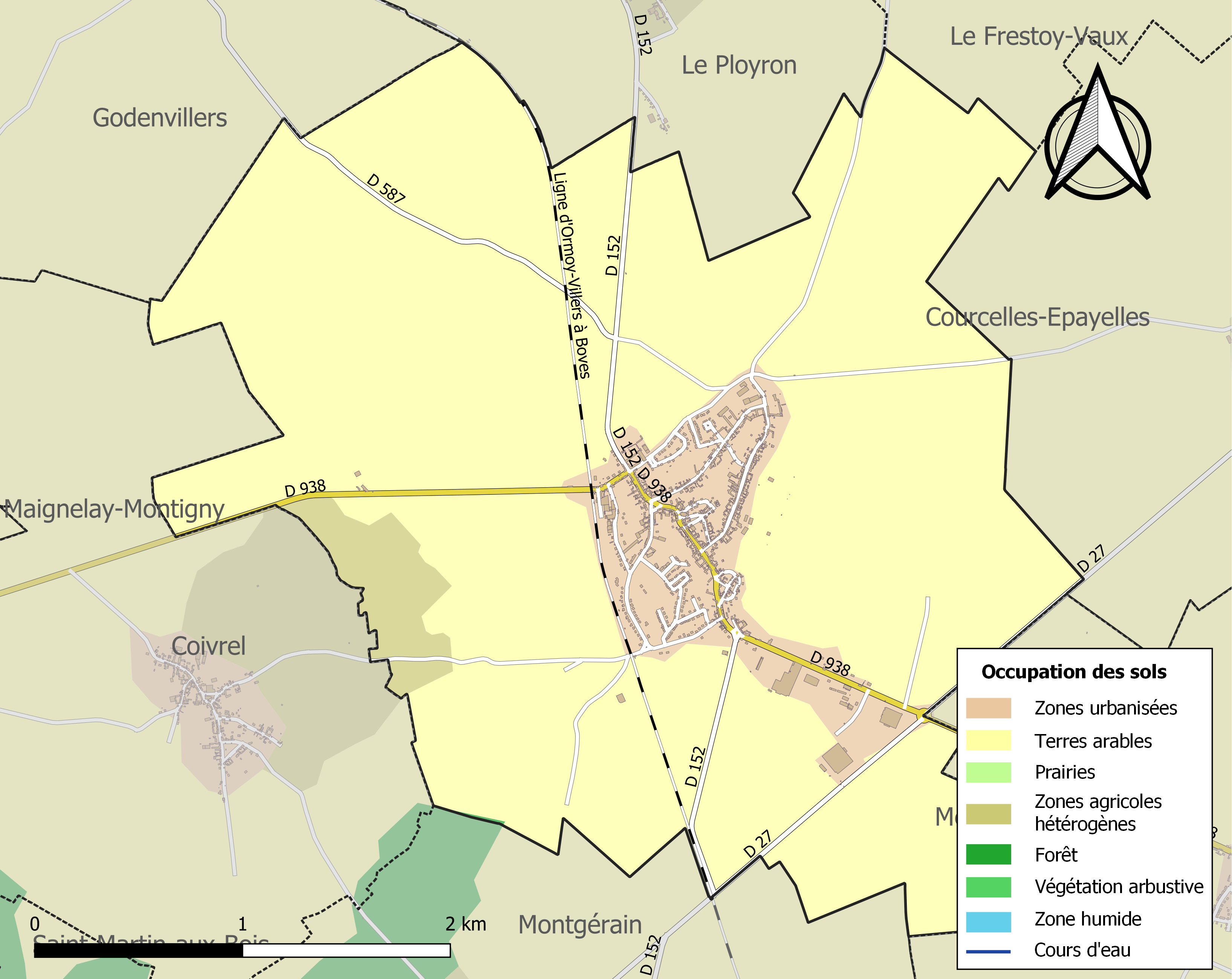
Carte des infrastructures et de l'occupation des sols de la commune en 2018 (CLC).

### Voies de communication et transports
Tricot se situe près de l'autoroute du Nord et peut être rejointe par le biais de l'ex-RN 38 (actuelle RD 938). Toujours par le biais de cette route, la ville peut être rejointe par l'ancienne RN 17.
La gare de Tricot, qui est une halte de la ligne d'Ormoy-Villers à Boves, est desservie par des trains TER Hauts-de-France qui assure la liaison entre les gares de Compiègne et d'Amiens.
La commune est desservie, en 2023, par les lignes 6304, 6309 et 6328 du réseau interurbain de l'Oise.

## Toponymie
Le nom de la localité est attesté sous les formes Petri de triecoc (1138) ; Triecoc (1138) ; Triechoc (1190) ; Triecort (1190) ; Tricoc (1200) ; Triecoq (1225) ; Triecot (1229) ; Triecoch (1229) ; Triecok (1231) ; Tricquot (1252) ; « Gila domina de Triecok » (1264) ; « Je Gile dame de Triechoc » (1265) ; « Jehan sire de Triecoc » (1272) ; Triechot (1295) ; Petrus de Triecoc (XIIIe) ; Triquot (vers 1380) ; Tricot (1518).

Du germanique thresk ou threosk (lande) et Kot (cabane). « (La) cabane dans la lande ».

## Histoire
Antiquité
La commune se trouve sur une ancienne voie romaine, et des traces d'habitat mérovingien ou carolingien ont été retrouvées.
Selon la tradition, le carrefour des sept chemins, au croisement de deux anciennes voies romaines était connu comme un lieu de sabbat pour les sorciers de la région.
XIXe siècle
La commune est desservie par le chemin de fer en 1882, avec la mise en service de la gare de Tricot, favorisant son développement économique et les déplacements des habitants.

Cartes postales de Tricot, avant la Première Guerre mondiale.
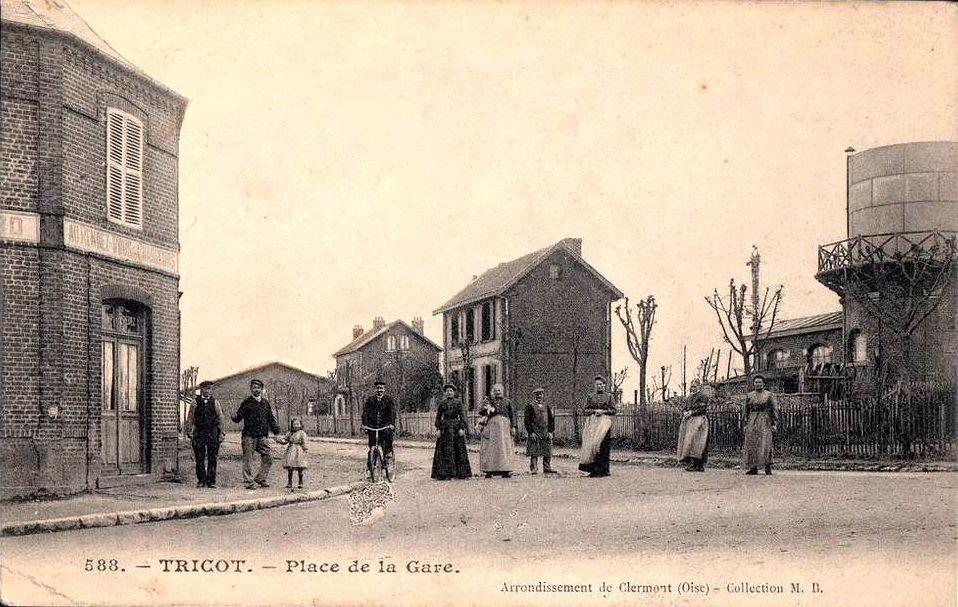
Place de la gare.
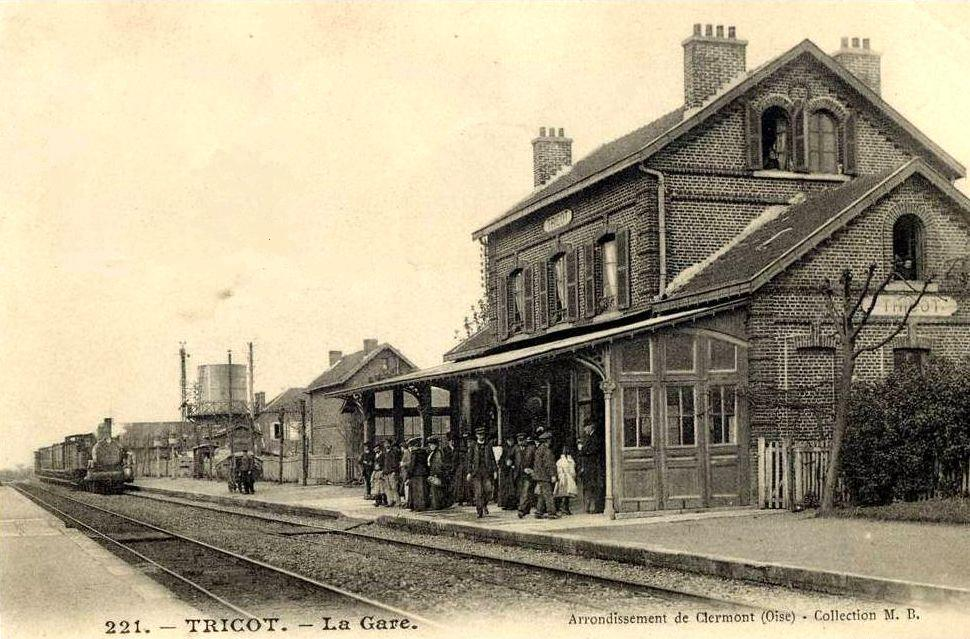
Intérieur de la gare.

Première Guerre mondiale
La gare de Tricot a accueilli des canons de l'artillerie lourde sur voie ferrée (ALVF) française en 1916, sans doute dans le cadre de la bataille de la Somme,,.
Un camp de prisonniers allemands de l'armée française existait entre Coivrel et Tricot, notamment en juillet 1916,,,.
Le village, qui avait été occupé par l'armée allemande, est repris par les Français le 19 juin 1918. Il a subi d'importantes destructions pendant la guerre,,,,, et a été décoré de la Croix de guerre 1914-1918 le 21 février 1921.

## Politique et administration

### Rattachements administratifs et électoraux
La commune se trouve depuis 1942 dans l'arrondissement de Clermont du département de l'Oise. Pour l'élection des députés, elle fait partie depuis 2012 de la première circonscription de l'Oise.
Après avoir été fugacement le chef-lieu d'un canton de Tricot, de 1793 à 1801, elle faisait partie depuis cette date du canton de Maignelay-Montigny. Dans le cadre du redécoupage cantonal de 2014 en France, la commune est désormais rattachée au canton d'Estrées-Saint-Denis.

### Intercommunalité
La commune est membre de la communauté de communes du Plateau Picard, créée fin 1999.

### Liste des maires
| Période                                  | Période                   | Identité          | Étiquette | Qualité                        |
| ---------------------------------------- | ------------------------- | ----------------- | --------- | ------------------------------ |
| Les données manquantes sont à compléter. |                           |                   |           |                                |
| juin 1995                                | mars 2001                 | François Fontaine |           |                                |
| mars 2001                                | En cours (au 7 août 2018) | Jacques Bocquet   | EXD       | Réélu pour le mandat 2014-2020 |

## Population et société

### Démographie

#### Évolution démographique
L'évolution du nombre d'habitants est connue à travers les recensements de la population effectués dans la commune depuis 1793. Pour les communes de moins de 10 000 habitants, une enquête de recensement portant sur toute la population est réalisée tous les cinq ans, les populations de référence des années intermédiaires étant quant à elles estimées par interpolation ou extrapolation. Pour la commune, le premier recensement exhaustif entrant dans le cadre du nouveau dispositif a été réalisé en 2008.

En 2022, la commune comptait 1 378 habitants, en évolution de −5,81 % par rapport à 2016 (Oise : +0,87 %, France hors Mayotte : +2,11 %).
| 1793  | 1800  | 1806  | 1821  | 1831  | 1836  | 1841  | 1846  | 1851 |
| ----- | ----- | ----- | ----- | ----- | ----- | ----- | ----- | ---- |
| 1 242 | 1 307 | 1 359 | 1 309 | 1 186 | 1 104 | 1 045 | 1 001 | 991  |

| 1856 | 1861 | 1866 | 1872 | 1876 | 1881 | 1886 | 1891 | 1896 |
| ---- | ---- | ---- | ---- | ---- | ---- | ---- | ---- | ---- |
| 995  | 950  | 891  | 874  | 930  | 965  | 918  | 910  | 881  |

| 1901 | 1906 | 1911 | 1921 | 1926  | 1931 | 1936 | 1946  | 1954 |
| ---- | ---- | ---- | ---- | ----- | ---- | ---- | ----- | ---- |
| 957  | 958  | 977  | 976  | 1 049 | 937  | 936  | 1 001 | 976  |

| 1962  | 1968  | 1975  | 1982  | 1990  | 1999  | 2006  | 2008  | 2013  |
| ----- | ----- | ----- | ----- | ----- | ----- | ----- | ----- | ----- |
| 1 001 | 1 047 | 1 102 | 1 265 | 1 294 | 1 467 | 1 440 | 1 433 | 1 483 |

| 2018  | 2022  | - | - | - | - | - | - | - |
| ----- | ----- | - | - | - | - | - | - | - |
| 1 381 | 1 378 | - | - | - | - | - | - | - |

#### Pyramide des âges
La population de la commune est relativement jeune.
En 2018, le taux de personnes d'un âge inférieur à 30 ans s'élève à 36,0 %, soit en dessous de la moyenne départementale (37,3 %). À l'inverse, le taux de personnes d'âge supérieur à 60 ans est de 24,0 % la même année, alors qu'il est de 22,8 % au niveau départemental.
En 2018, la commune comptait 694 hommes pour 687 femmes, soit un taux de 50,25 % d'hommes, légèrement supérieur au taux départemental (48,89 %).
Les pyramides des âges de la commune et du département s'établissent comme suit.
| Hommes | Classe d’âge | Femmes |
| ------ | ------------ | ------ |
| 0,6    | 90 ou +      | 1,3    |
| 6,6    | 75-89 ans    | 8,7    |
| 14,8   | 60-74 ans    | 16,0   |
| 23,2   | 45-59 ans    | 24,3   |
| 17,1   | 30-44 ans    | 15,3   |
| 18,4   | 15-29 ans    | 16,9   |
| 19,2   | 0-14 ans     | 17,5   |

| Hommes | Classe d’âge | Femmes |
| ------ | ------------ | ------ |
| 0,5    | 90 ou +      | 1,4    |
| 5,5    | 75-89 ans    | 7,6    |
| 15,6   | 60-74 ans    | 16,3   |
| 20,8   | 45-59 ans    | 20     |
| 19,4   | 30-44 ans    | 19,4   |
| 17,6   | 15-29 ans    | 16,2   |
| 20,6   | 0-14 ans     | 19,1   |

### Manifestations culturelles et festivités
Dans cette ville se pratique chaque année, selon la tradition ancestrale, la dernière véritable partie de choule. Il s'agit de la « choule », un jeu très local qui est l'ancêtre du rugby. Le « choulet » est une sorte de « poire » en cuir, ancêtre du ballon de rugby, qu'il faut pouvoir attraper dans des mêlées très rudes et jeter entre deux cheminées du village. Les Anglais, au cours de la guerre de Cent Ans, ont « volé » l'idée de ce jeu en y établissant des règles avec un terrain délimité et des équipes. La choule, encore dénommée « soule » ou « sioule » dans d'autres régions de France, était un sport très pratiqué en France dès le Moyen Âge. Si dans le reste de la France, ce sport n'existe plus en l'état, Tricot l'a cependant conservé,,.
Un tournoi de choule a lieu chaque année le jour de mardi gras et, en cas de match nul, le lundi de Pâques suivant.
On note également la fête patronale, le week-end après le 15 août

## Économie
La commune compte en 2018 plusieurs entreprises : trois sociétés de menuiserie, une usine de transport de céréales, une compagnie de séchoirs à grains et une entreprise de ressorts à matelas.
Elle compte de nombreux commerçants (restauration, épicerie, boulanger, pharmacien), artisans (coiffeur), un médecin et un cabinet infirmier.
Au total, 550 emplois sont ainsi pourvus dans la commune en 2018, auxquels devraient s'ajouter une vingtaine avec l'installation d'une nouvelle usine dans la zone artisanale du Hardissel. Une zone industrielle, située de l'autre côté de la RD 938 est également à signaler. Elles sont toutes deux gérées et aménagées par l'intercommunalité,.

## Culture locale et patrimoine

### Lieux et monuments

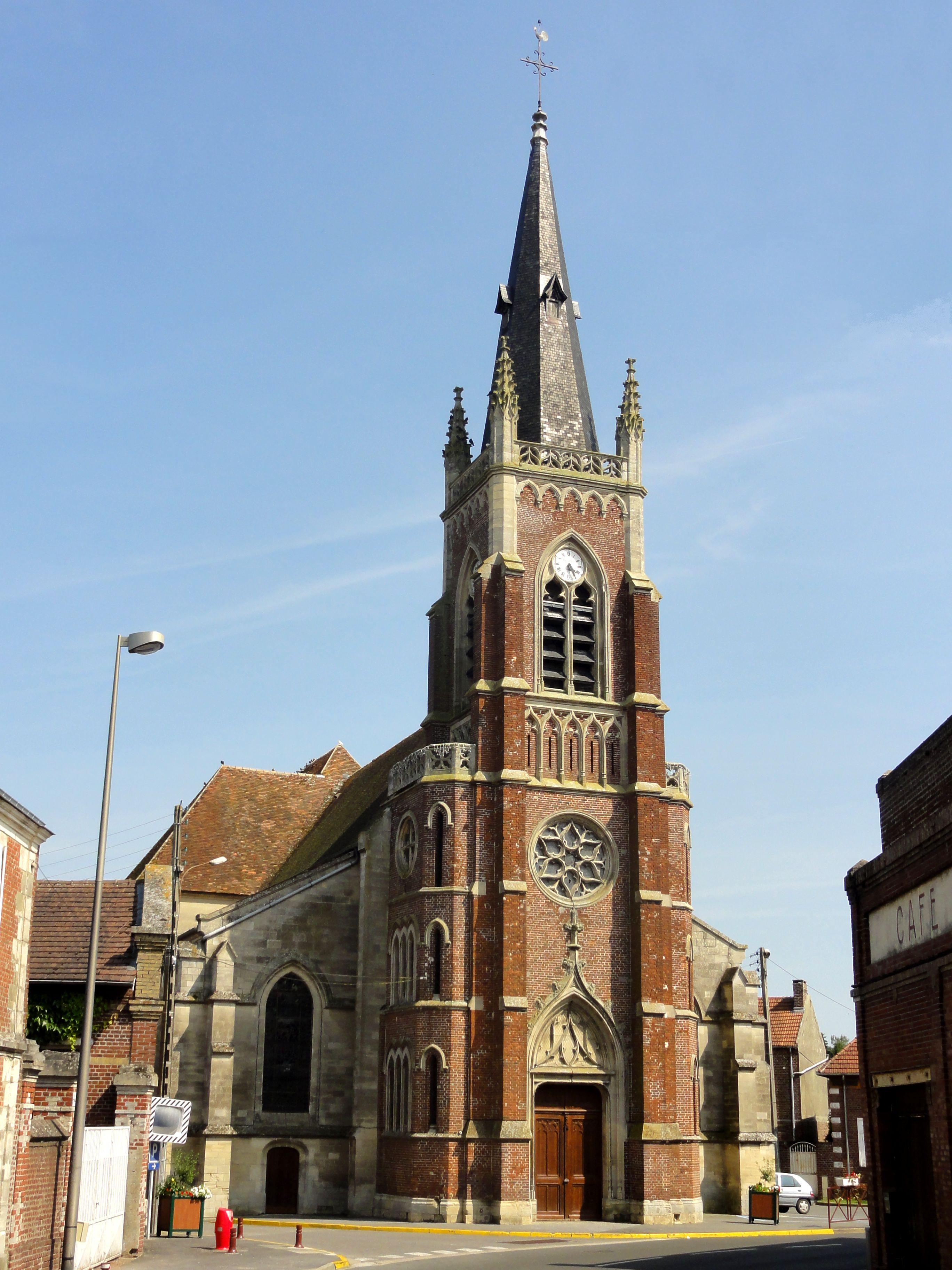
Église Notre-Dame.

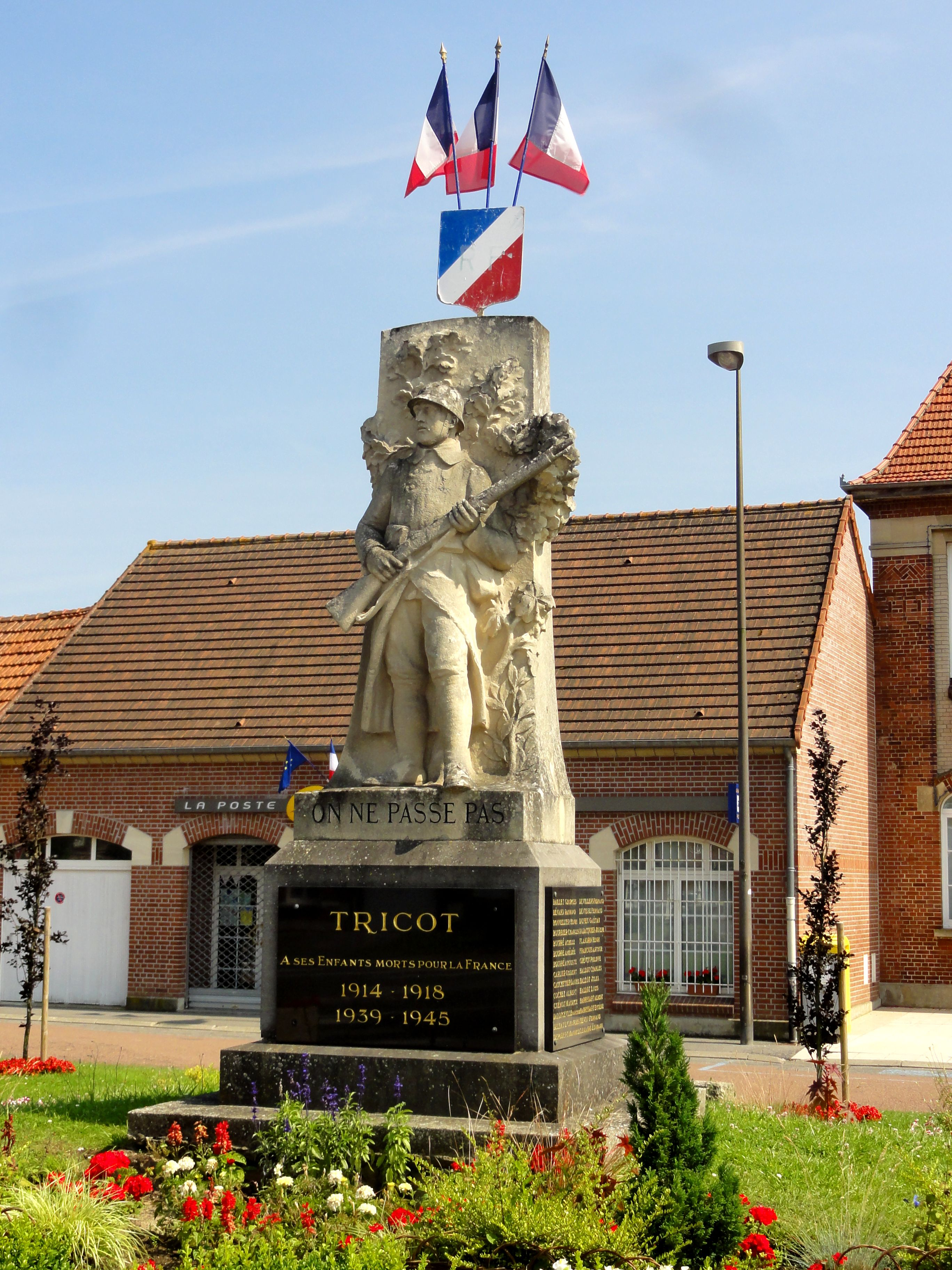
Le monument aux morts d'Albert Roze.

Tricot compte un monument historique sur son territoire, l'église Notre-Dame, du XIXe siècle, comprenant des parties de la nef du XVIe siècle (Le chœur et le transept sont classés monument historique en 1922). Elle contient un retable sculpté.
On peut également noter :
- Commanderie de Tricot.

Ce beau bâtiment en brique et pierre est utilisé comme exploitation agricole depuis le début du XIXe siècle, mais la tradition orale indique que son nom viendrait d'un établissement des Templiers
- Fort de Tricot

Au XXIe siècle, il subsiste peu de traces de cet édifice militaire, qui était ainsi décrit en 1886 :« Cette fortification consiste en une motte de forme ronde, entourée d'un fossé de même configuration
La motte est élevée de 1 mètre 80 au-dessus des terres ambiantes. Son diamètre est de 46 mètres. La largeur du fossé est de 18 mètres 60. Le talus de la motte descendant vers le fossé a une étendue à sa base de 9 mètres ; le fond du fossé de 1 mètre 60 ; le talus descendant des terres vers ce fond, de 8 mètres. La profondeur du fossé vis-à-vis du terrain naturel environnant est de 4 mètres 80.
Cette motte communique avec le plateau environnant au moyen d'un terre-plein situé à l'Est.
Au-dessous de la motte, est un souterrain d'une profondeur de 10 mètres où l'on descend par un escalier. La longueur du souterrain est de 9 mètres ; sa hauteur et sa largeur sont de 2 mètres. A droite et à gauche de son parcours s'ouvrent des cellules : il communique avec le sommet de la motte par un soupirail.
Dans le fond Ouest du fossé se trouve l'entrée d'un autre souterrain.
Tout à l'entour de la forteresse, excepté dans la partie Est, bordant la droite du chemin 146, le terrain est déclive, et cette déclivité semble indiquer une seconde circonvallation passant par le Prié, la Grange des Dimes, côtoyant l'église, et se continuant vers les rues du Pressoir, des Obstinés, Mouillard, de la Croix du Parc.(...) 
Là fortification décrite ci-dessus dut être en conséquence le donjon du château dont certaines dépendances subsistent encore : un bâtiment de forme quadrilatère flanqué de contreforts(...) et une chapelle, dite de Saint-Jean (...) », et qui pourrait remonter à l'époque gallo-romaine.
- Monument aux morts, édifié en 1922, avec une sculpture d'Albert Roze[57].

Paysages urbains de la commune en 2013
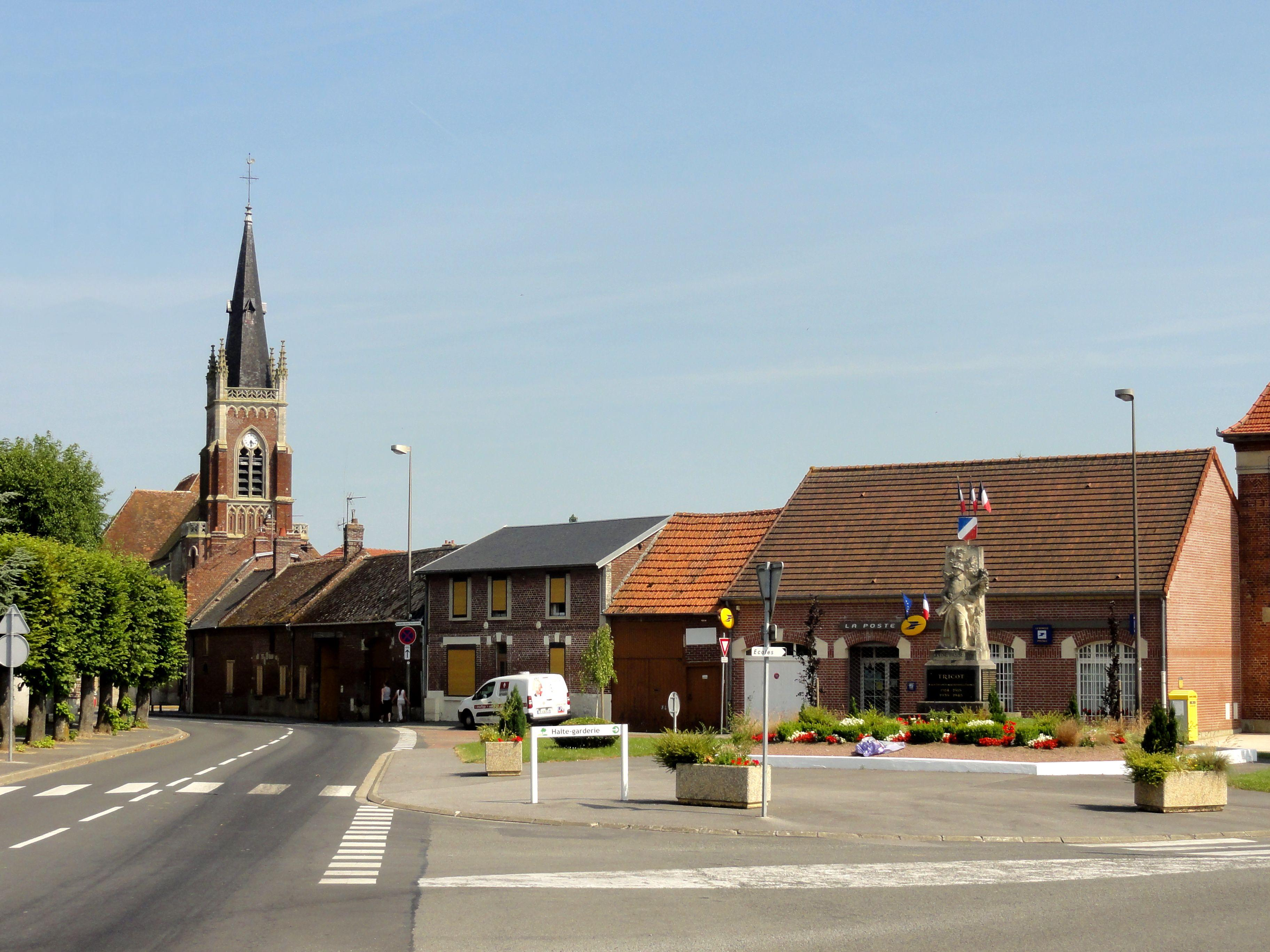
Église, bureau de poste et monument aux morts.
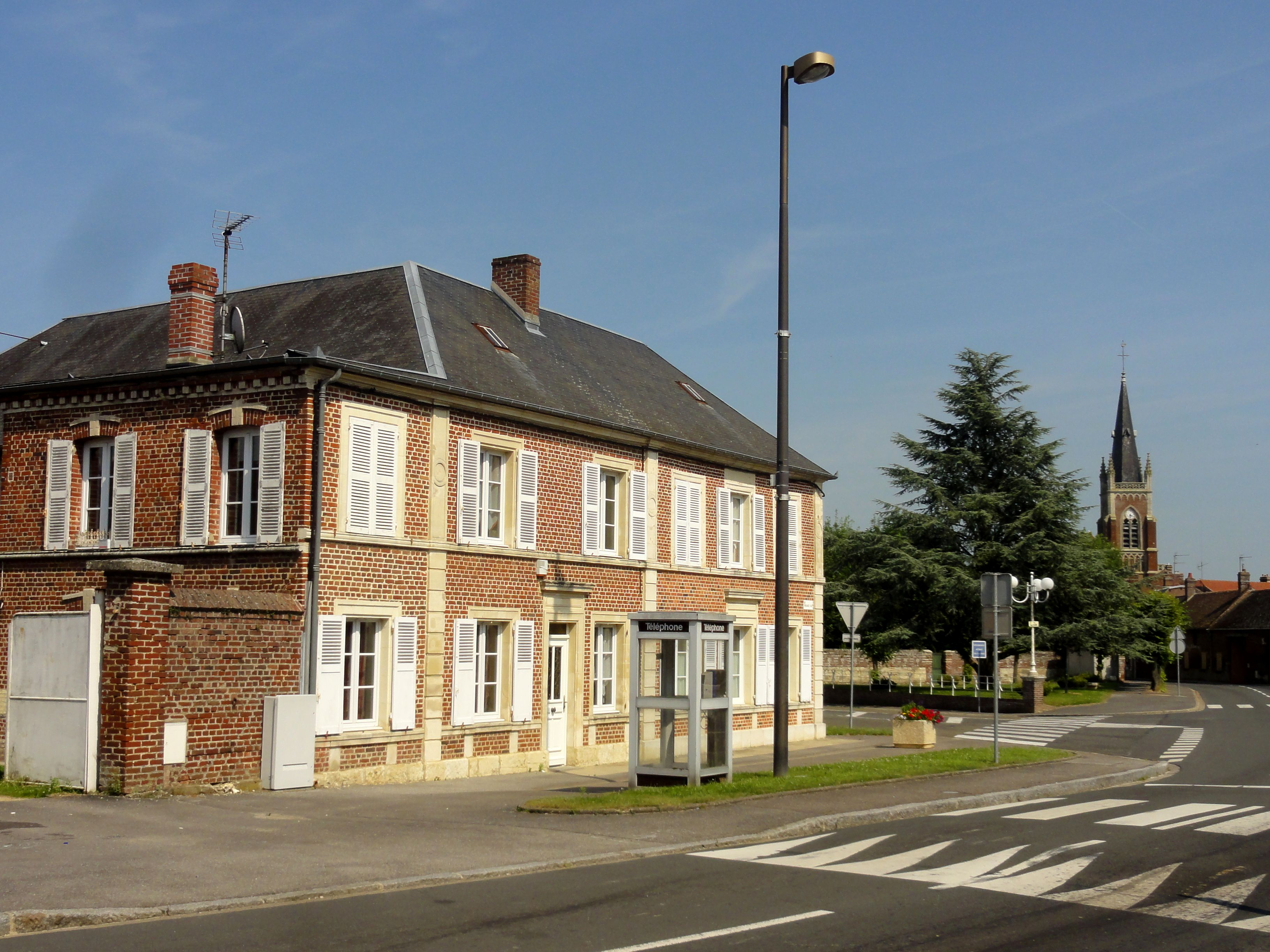
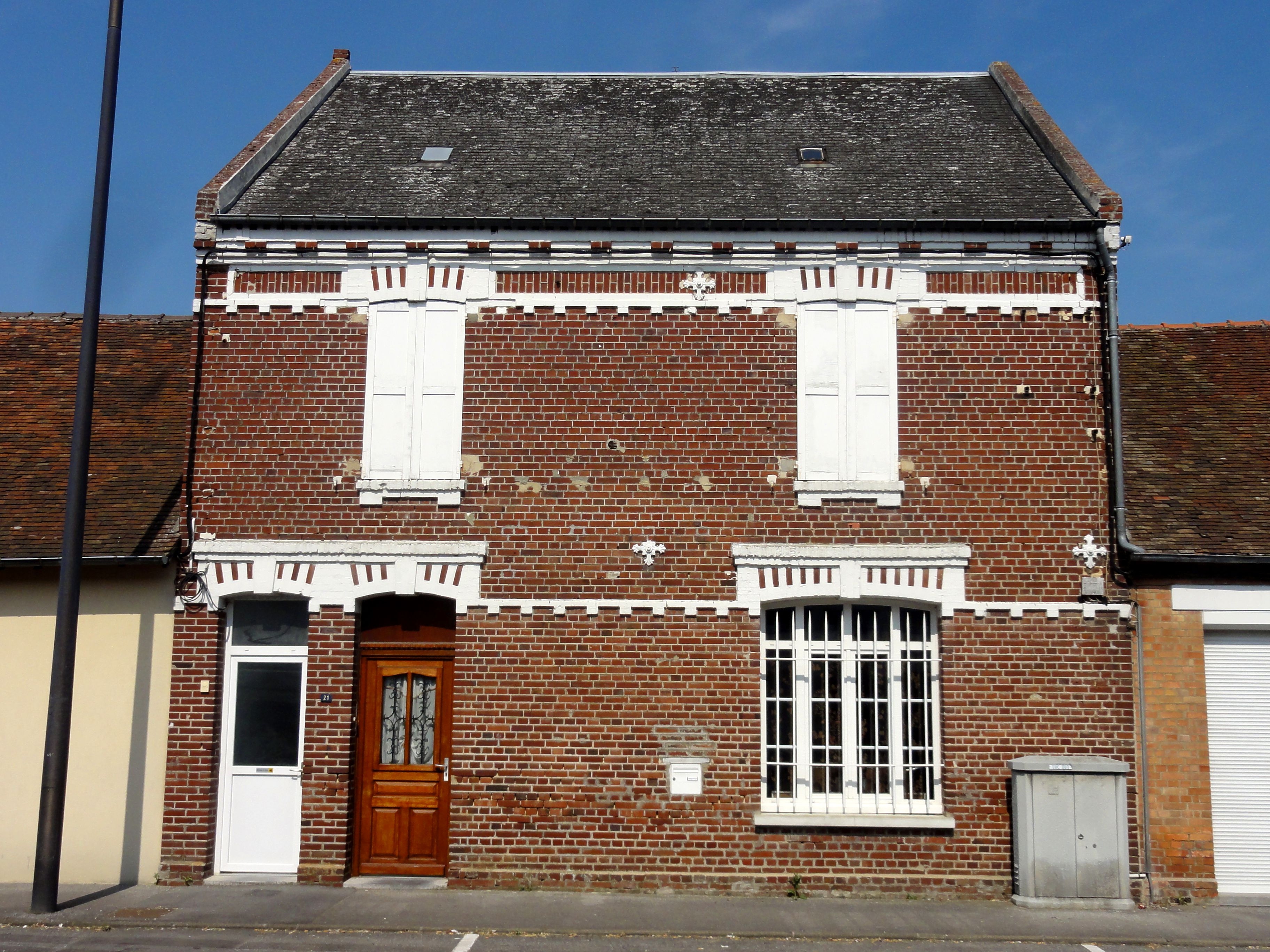
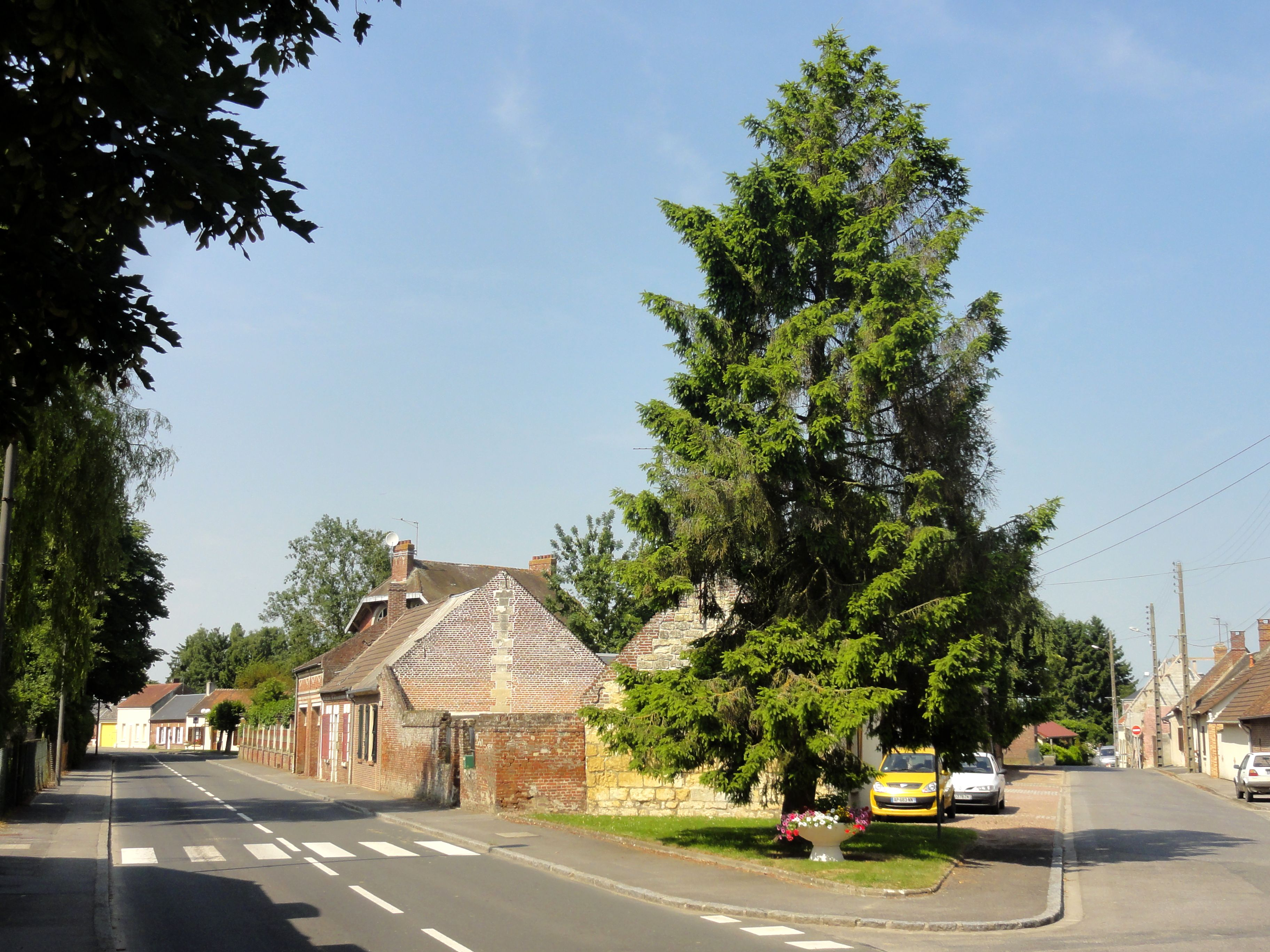
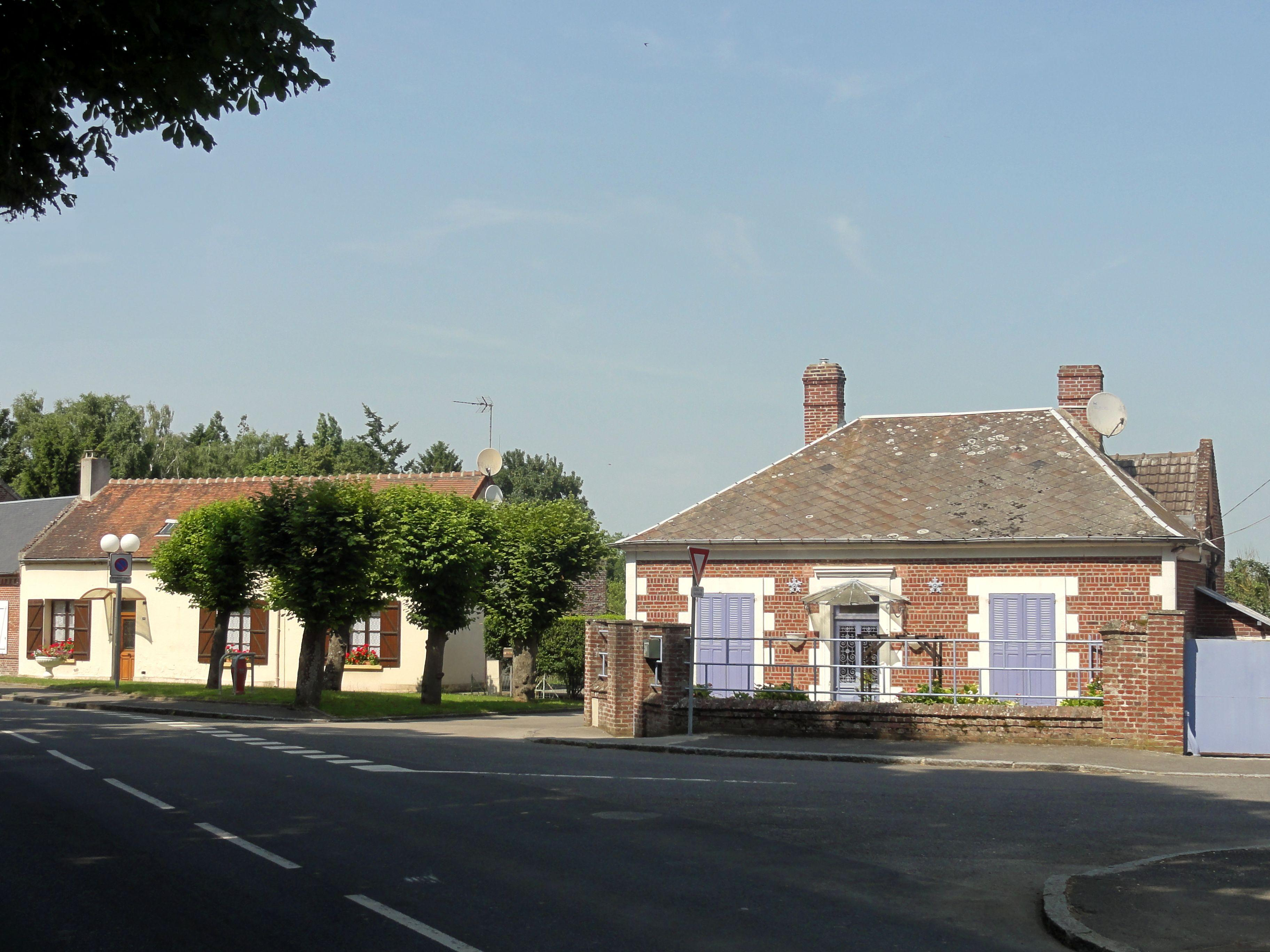
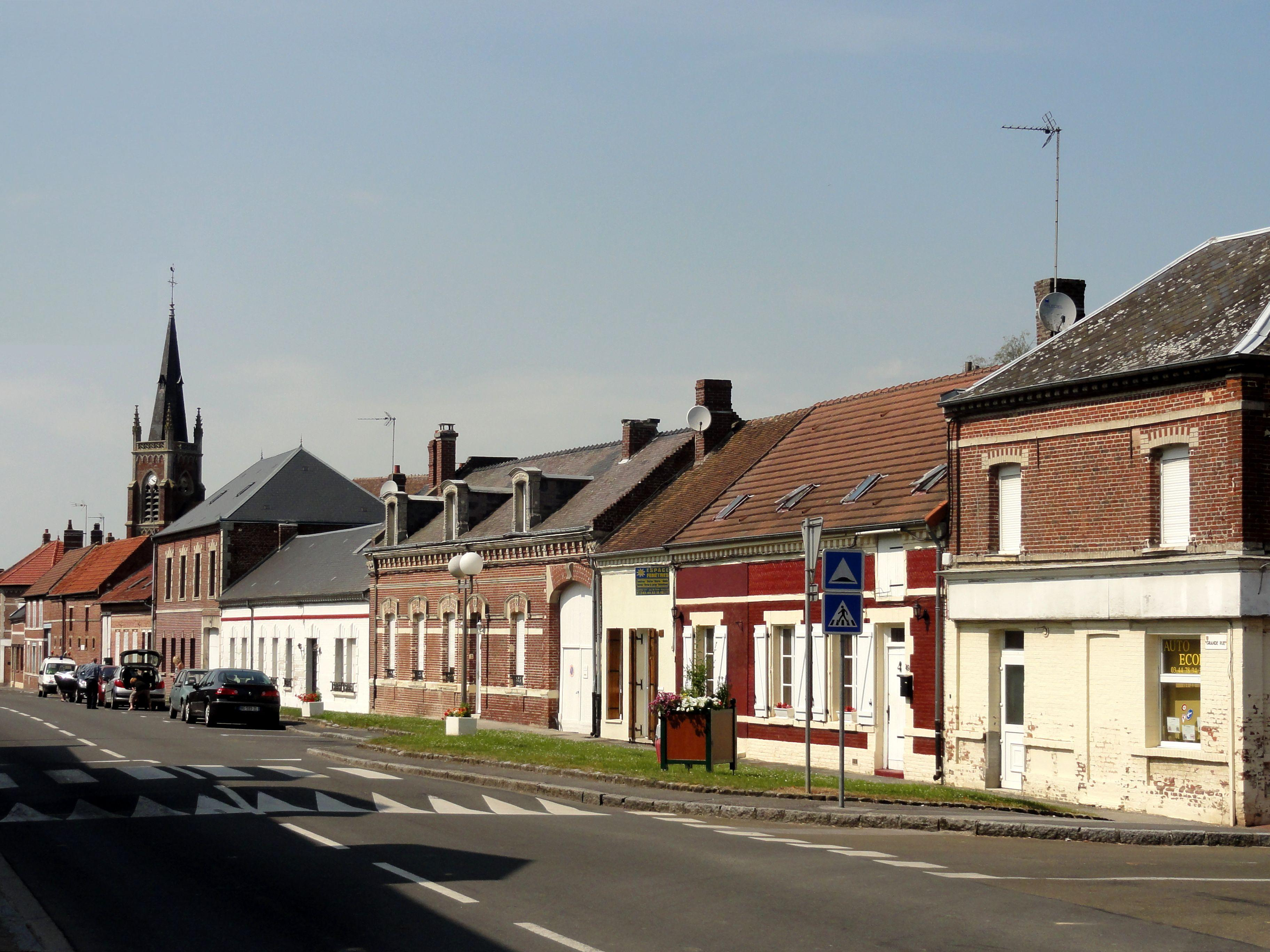
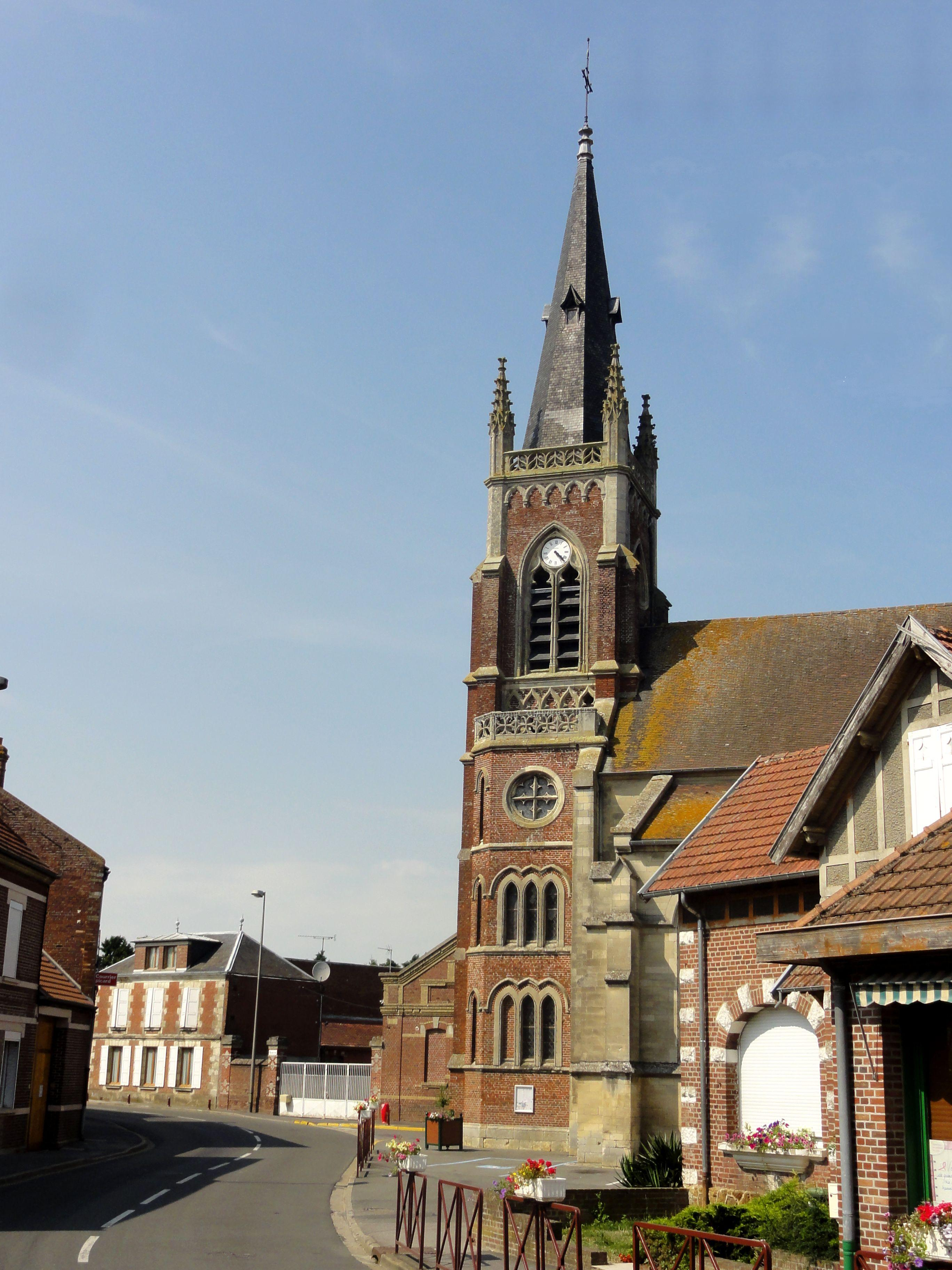
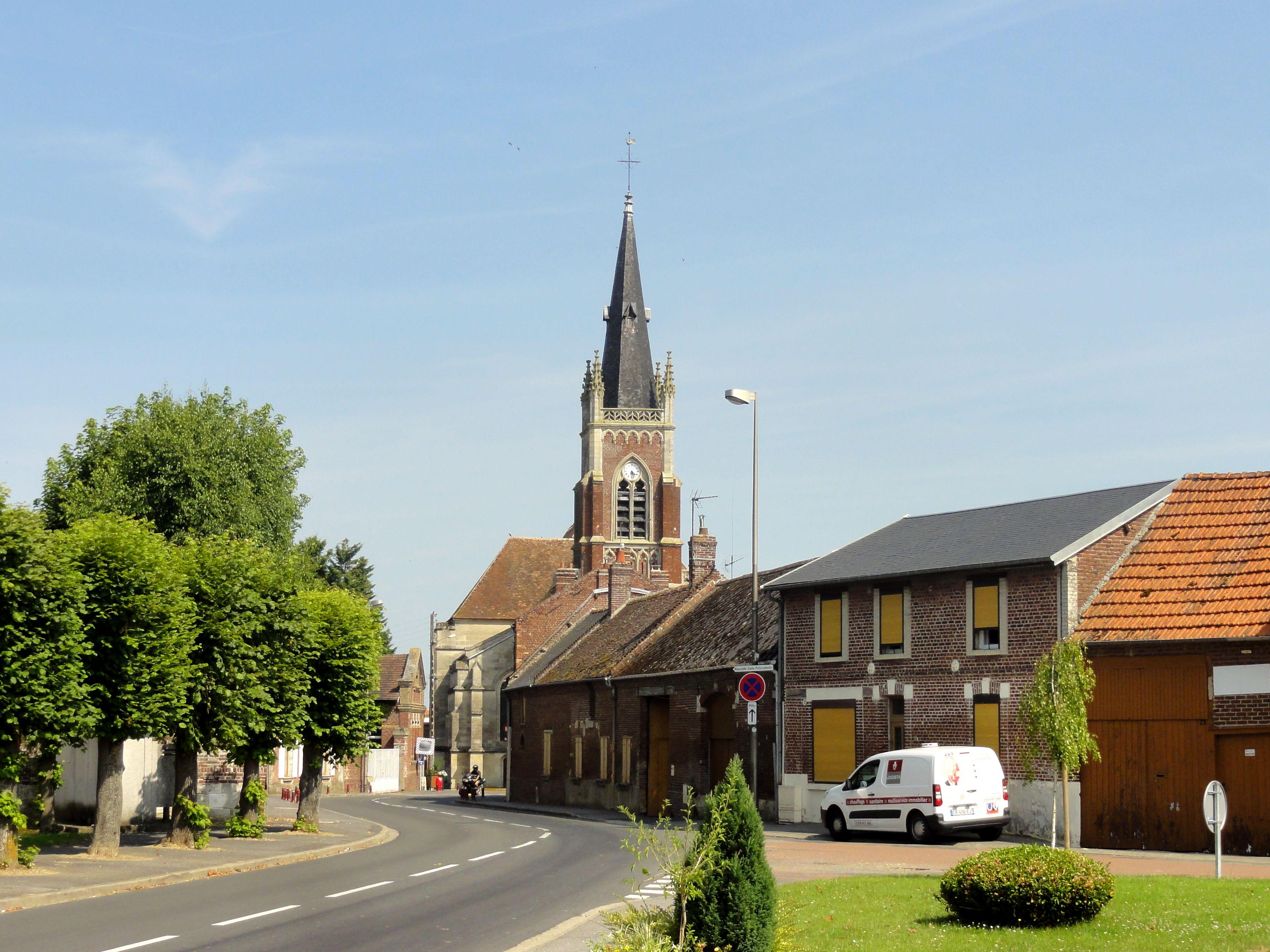

### Personnalités liées à la commune
- Antoine Mareux[58] (1741-1836), cultivateur et homme politique, né et décédé à Tricot, député du Tiers-État aux Etats-Généraux de 1789.
- Gaston Deleurence[pourquoi ?], décédé en 1981, maire de Villeneuve-la-Garenne de 1945 à 1947[réf. nécessaire].
- Antoine Gavory, écrivain et journaliste, y a passé son enfance entre 1976 et 1981[réf. nécessaire].

### Héraldique
| Armes de Tricot | Les armes de Tricot se blasonnent ainsi : D'or à trois coqs de gueules |